# Jõhvi
Jõhvi (czyt. Jychwi) (niem. Jewe) – miasto w północno-wschodniej części Estonii. Stolica prowincji Ida Viru. Miasto położone 150 km od Tallinna, 50 km od Narwy (Narva) i granicy z Rosją, 120 km od Tartu. 
Miasta partnerskie:  Olecko
W mieście znajduje się stacja kolejowa Jõhvi.
W mieście rozwinął się przemysł spożywczy.

## Historia
W XIII wieku był Jõhvi wioską (z nazwą Gewi, Jewi) należącą do króla Danii.
Prawa miejskie otrzymane w 1938 roku.
W 1960 (do 1991) roku Jõhvi został częścią miasta Kohtla-Järve.

## Miasta partnerskie

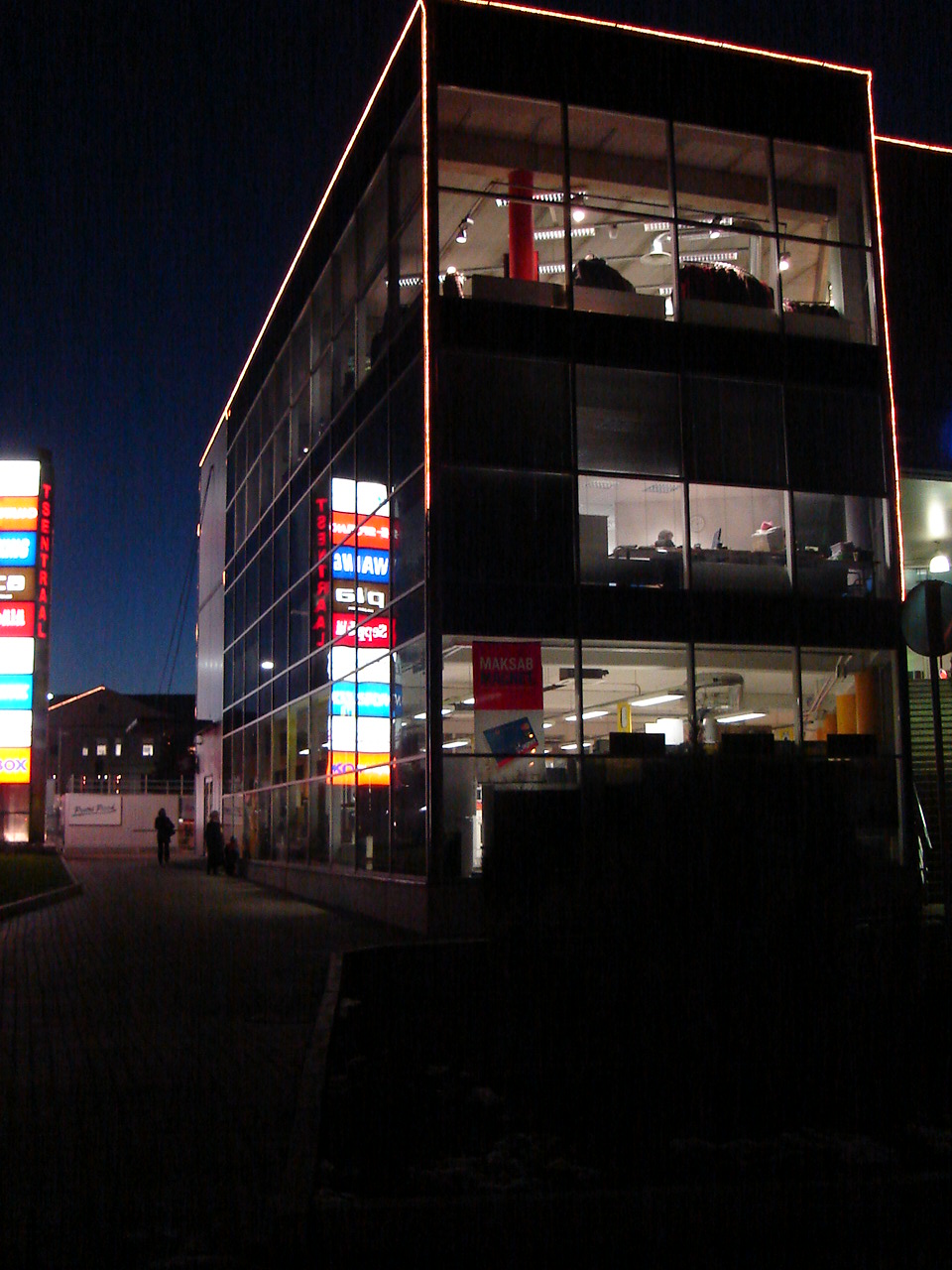
Centrum handlowe „Tsentraal” w Jõhvi

- Olecko, Polska